# Jadis
Jadis ist eine englische Progressive-Rock-Band. Das Quartett wird dem Neo-Prog und dem Symphonic Hardrock zugeordnet.

## Bandgeschichte
Die Anfänge von Jadis gehen ins Jahr 1980 zurück. Gitarrist und Sänger Gary Chandler war um die 13, 14 und Schüler in Southampton. Nach eigenen Aussagen sang er damals schon gelegentlich gegen Bezahlung, wo es sich gerade anbot, und sei es auch in einem noch so zwielichtigen Schuppen gewesen. Seine eigene Band kennzeichnete wechselnde Line-ups (darunter der spätere IQ-Gitarrist Mike Holmes und der spätere Jadis-Wiedereinsteiger Nick May) und wechselnde Namen (Chandler erinnert sich an Icarus und Samuran Grass). Das Spiel des Genesis-Gitarristen Steve Hackett beeindruckte Chandler und veränderte sein eigenes in eine progressive Richtung. Er suchte sich im Winter 1981/1982 neue Mitstreiter mit demselben Geschmack und fand sie im Schlagzeuger Mark Ridout und im Bassisten Trevor Dawkins. Wenig später stieß Gitarrist/Bassist Les Marshall hinzu. Auf der Suche nach einem kurzen neuen Namen schlug Ridout schließlich Jadis vor.
Ridout und Marshall wechselten 1985 bzw. 1986 zur Nachbarband IQ, waren Jadis aber freundschaftlich verbunden, was sich darin ausdrückte, dass sie 1987 der Band ermöglichten, als Vorgruppe von IQ auf deren Nomzamo-Tour ihre ersten Bühnenerfahrungen zu sammeln. Steve Rothery, Gitarrist von Marillion, produzierte daraufhin ihre erste professionelle Demoaufnahme, die 1989 auf Vinyl gepresst wurde, was als erstes Album gelten kann, weshalb es hohe Sammlerpreise erzielt. Das Line-up bestand zu dieser Zeit aus Chandler, Dawkins, Pete Salmon (keyb) und Paul Alwin (dr), den Mark Law im Juli 1988 ersetzte. Im selben Jahr begleitete Jadis Marillion auf der Clutching at Straws-Tour. 1989 war es dann soweit für den ersten Headliner-Auftritt im Marquee Club in der Musikmetropole London, wohin die Freunde von IQ umgezogen waren und denen man zwei Jahre später nachgefolgt war. Allerdings zerbrach die Band im Juni 1989 und musste neu aufgebaut werden. IQ-Gründungsmitglied Martin Orford stellte sich im März 1990 als Keyboarder zur Verfügung. Außerdem verdingte sich der Schlagzeuger Steve Christey bei Jadis. Der frühere Bassist Nick May wurde wieder aufgenommen, jedoch nur bis ihn im Oktober 1991 John Jowitt ablöste, der schon bald auch von IQ begehrt wurde und sodann wie Orford eine Parallelmitgliedschaft führte. Damit war die Besetzung für die reguläre LP-Premiere beieinander. 
1992 erschien ihr erstes Studioalbum More Than Meets The Eye, welchem im nächsten Jahr die EP Once Upon A Time folgte. Das zweite Album Across The Water wurde 1994 fertiggestellt und wurde in den ersten Tagen 3000-mal verkauft. Die Classic Rock Society (UK) kürte die Band zur Besten und das Album zum Besten des Jahres. Nach einer ausgedehnten Europa-Tour 1996, welche die Band unter anderem nach Deutschland, Spanien und Polen brachte, kam es zur freundschaftlichen Trennung mit Steve Christey und Martin Orford. Ersetzt wurden sie durch den Keyboarder Mike Torr und den Bassisten Steve Hunt. In dieser neuen Besetzung kam es 1997 zur Veröffentlichung des dritten Studioalbums Sommersault und des ersten Live-Albums As Daylight Fades. Rechtzeitig zu den Aufnahmen zu Understand kehrten 2000 Steve Christey und Martin Orford zurück in die Band, was für Mike Torr und Steve Hunt das Aus bedeutete. Nach zahlreichen Touren in Mexiko, Europa usw., begannen 2002 die Produktionen zu Fanatic. 2003 erschien das Album nebst erster DVD namens View From Above. 
Nachdem Jadis 2004 die erste USA-Tour absolviert hatte, wurde bis Anfang 2006 am gitarrenlastigen Photoplay gearbeitet. In der Endphase verließ Orford die Band zum zweiten Mal, diesmal wegen musikalischer Differenzen, und wurde durch den italienischen Keyboarder Giuli Risi ersetzt. Ein halbes Jahr später ging auch Jowitt zum zweiten Mal, für den der Sessionmusiker Andy Marlow verpflichtet wurde. In Holland, der Jadis-Hochburg auf dem europäischen Festland, gaben die Neuen am 25. November 2006 ihren Live-Einstand.
Die seinerzeit in Angriff genommene Produktion eines CD-Nachfolgers zog sich sechs Jahre hin, wodurch ein abermaliger Musikerwechsel, von Giuli Risi zu Arman Vardanyan, bei der üblichen Instabilität nicht ausbleiben konnte. See Right Through erschien im Herbst 2012.

## Diskografie

### Alben
- 1989: Jadis (Vinyl, 500 Expl.)
- 1992: More Than Meets the Eye (Wiederveröffentlichung 2005 als Special Edition)
- 1993: Once Upon a Time… (EP)
- 1994: Across the Water
- 1996: Once or Twice (EP)
- 1997: Somersault
- 1998: As Daylight Fades (live)
- 2000: Understand
- 2001: Medium Rare (live)
- 2001: Alive Outside (live)
- 2003: Fanatic
- 2003: View From Above (live, DVD)
- 2006: Photoplay
- 2012: See Right Through You
- 2016: No Fear of Looking Down
- 2024: More Questions Than Answers